# Бендзинський повіт
Бендзинський повіт (пол. powiat będziński) — один з 17 земських повітів Сілезького воєводства Польщі.
Утворений 1 січня 1999 року в результаті адміністративної реформи.

## Загальні дані
Повіт знаходиться у центральній частині воєводства.
Адміністративний центр — місто Бендзин.
Станом на 1.01.2008 населення становить 151 160 осіб, площа 364,13 км².

## Демографія
Демографічні дані повіту станом на 30.06.2007:
|       | Всього  | Всього | Жінки  | Жінки | Чоловіки | Чоловіки |
| ----- | ------- | ------ | ------ | ----- | -------- | -------- |
|       | осіб    | %      | осіб   | %     | осіб     | %        |
| Повіт | 151 024 | 100    | 79 198 | 52,4  | 71 826   | 47,6     |
| Міста | 114 321 | 100    | 60 110 | 52,6  | 54 211   | 47,4     |
| Села  | 36 703  | 100    | 19 088 | 52,1  | 17 615   | 47,9     |